# Nigo

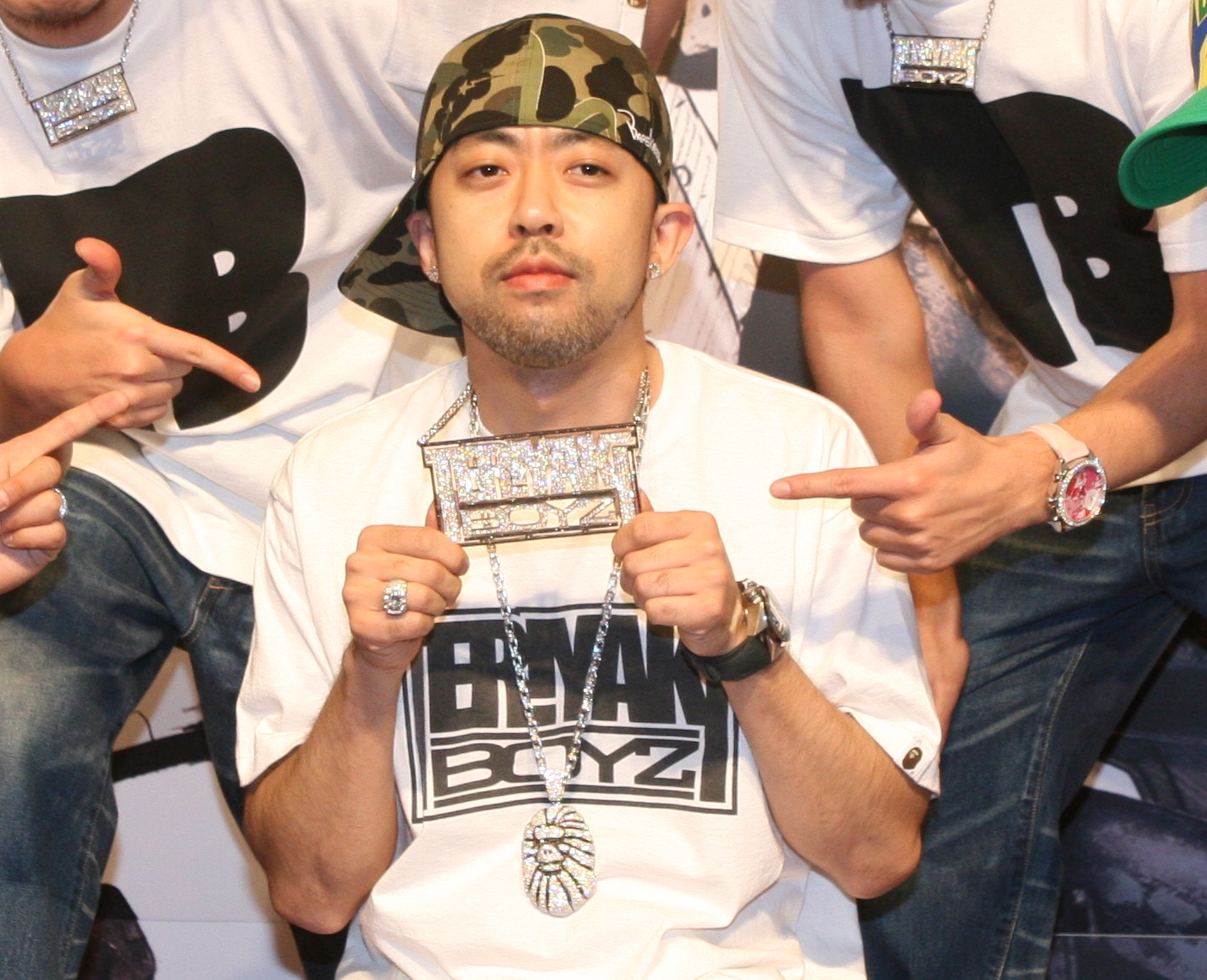
Nigo in 2006

Nigo (ニゴー, Nigō), né Tomoaki Nagao (長尾 智明, Nagao Tomoaki; Maebashi, 23 december 1970) is een Japans muziekproducent, dj en tevens de maker van de "Urban"-kledinglijn A Bathing Ape, ook wel bekend als Bape.

## Mode
De eerste stappen van Nigo in de modewereld begonnen in een kleine winkel waar hij T-shirts en hoodies verkocht met camouflageprint. Deze werden snel erg populair onder de tieners. Vervolgens bracht Nigo de Bapesta op de markt, een sneaker die volgens Jonathan Ross een "collector's item" werd. Het Bapesta-logo op de zijkant van de schoen lijkt op de Nike Swoosh, maar heeft een blikseminslag en een ster. De kledinglijn is slechts te vinden in twee winkels in New York en Los Angeles. Samen met Pharrell Williams is Nigo verantwoordelijk voor de productie van de merken Billionaire Boys Club en Ice Cream Footwear.

## Muziek
Nigo werkt samen met populaire rap- en hiphopartiesten als Kanye West en Pharrell Williams. Hij is de dj van de populaire Japanse hiphopgroep de Teriyaki Boyz en is tevens eigenaar van het platenlabel Bape Sounds. Hij heeft momenteel een show op MTV Japan genaamd Nigoldeneye.

## Varia
- Nigo spreekt weinig of geen Engels en maakt daarom gebruik van een vertaler wanneer hij interviews doet.
- Nigo won de Style Award 2005 tijdens de MTV Asia Awards.

- CiNii: DA16748234
- Gemeinsame Normdatei: 137340109
- International Standard Name Identifier: 0000 0001 1474 2492
- Library of Congress Control Number: nb2008025824
- MusicBrainz: a4285c08-715a-4145-a217-49e98f7f0364
- Bibliotheek van het Japanse parlement: 001124970
- Système universitaire de documentation: 140461868
- Virtual International Authority File: 81544194
- WorldCat: E39PBJmtCjHKGc8HCywYYfXyBP